# أسياب درغاه
أسياب‌ درغاه هي قرية في مقاطعة كرج، إيران. يقدر عدد سكانها بـ 100 نسمة بحسب إحصاء 2016.